# Viburnum treleasei
Viburnum treleasei Gand., comummente conhecida nos Açores como folhado (não confundir com as espécies Clethra arborea e Viburnum tinus, que também dão por este nome comum)  é uma espécie da família das Adoxáceas, endémica no arquipélago dos Açores, onde é relativamente comum nos matos naturais de média altitude e ocorre em todas as ilhas, excepto na Graciosa.
A espécie é também conhecida pelos seus sinónimos taxonómicos V. tinus sensu Seub. (non L.), V. tinus var. subcordatum Trelease e var. lucidum Seub..

## Etimologia
Quanto ao nome científico desta espécie:
- O nome genérico, viburnum, provém do latim, vīburnum, e era o nome comum no período clássico da espécie «rosa-de-gueldres».[5]

- O epíteto específico, treleasei, provém do neolatim, tratando-se de uma homenagem do botânico americano William Trelease.[6]

## Descrição
Trata-se de um arbusto perenifólio, capaz de medir até  3–5 m de altura.
O folhado é uma espécie de arbusto profusamente ramificada, pautada pelas suas folhas glabras, opostas, simples e inteiras, de feitio entre o oval e o ovado-orbicular, ou mesmo obtusas. Estas folhas também apresentam uma coloração cor verde-escura brilhante na página superior, verde-pálido na página inferior, dimensionando-se entre os 8x5 centímetros.
As flores do folhado organizam-se em corimbos terminais de feitio arrosetado, com 6 a 10 centímetros. As corolas das flores são pentalobadas, e apresentam uma coloração branca ou cor-de-rosa.
Floresce entre Abril e Junho.
Os frutos são drupas de aspecto carnudo e subgloboso e coloração azul-escura brilhante, quando maduros.

## Ecologia
Ocorre, preferencialmente, em florestas pluviais de bosques de louro e cedro-do-mato, entre e os 300 e os 800 m acima do nível médio do mar. Também marca presença, embora mais rara e dispersa, em florestas de laurissilva basais e submontanheiras, taludes, orlas de estradas e caminhos. 
Está presente nos matos de todas as ilhas, excepto a Graciosa. É menos frequente no Corvo, Faial e Santa Maria do que nas restantes ilhas.